# アマンダ・ヒバス
アマンダ・ヒバス（Amanda Ribas、1993年8月26日 - ）は、ブラジルの女性総合格闘家。ミナスジェライス州バルジニャ出身。アメリカン・トップチーム所属。UFC世界女子ストロー級ランキング10位。元Jungle Fightストロー級王者。

## 来歴
ブラジリアン柔術、柔道、ムエタイなどの師範である父親の下でトレーニングを開始し、柔道ではユースのブラジル代表チームに選出されるなど活躍した。その後、膝の怪我を負ったためスポーツから数年間遠ざかっていたが、友人が総合格闘技のトレーニングしてるのを見て、ヒバスも総合格闘技を開始した。

### 総合格闘技
2014年にアマチュア総合格闘技世界選手権のフライ級で優勝しプロへ転向。
2014年、プロ総合格闘技デビュー。Jungle Fightストロー級王座を獲得するなどの活躍を見せ、7戦6勝の戦績を収める。

### UFC
2019年6月29日、UFC初出場となったUFC on ESPN: Ngannou vs. dos Santosでエミリー・ウィットマイアと対戦し、リアネイキドチョークで2R一本勝ち。
2019年10月15日、UFC Fight Night: Joanna vs. Watersonでマッケンジー・ダーンと対戦し、3-0の判定勝ち。
2020年7月12日、UFC 251でペイジ・ヴァンザントと対戦し、腕ひしぎ逆十字固めで1R一本勝ち。
2021年1月24日、UFC 257で女子ストロー級ランキング8位のマリナ・ロドリゲスと対戦し、スタンドパンチ連打で2RTKO負け。UFC初黒星となった。
2021年10月30日、UFC 267で女子ストロー級ランキング12位のビルナ・ジャンジロバと対戦し、3-0の判定勝ち。
2022年5月14日、フライ級転向初戦となったUFC on ESPN: Błachowicz vs. Rakićで女子フライ級ランキング1位のケイトリン・チュケイギアンと対戦し、1-2の判定負け。ファイト・オブ・ザ・ナイトを受賞した。
2023年3月4日、UFC 285で女子フライ級ランキング8位のビビアン・アラウジョと対戦し、3-0の判定勝ち。
2023年6月24日、UFC on ABC: Emmett vs. Topuriaで女子フライ級ランキング11位のメイシー・バーバーと対戦し、グラウンドの肘打ち連打で2RTKO負け。
2023年11月18日、UFC Fight Night: Allen vs. Craigで女子ストロー級ランキング9位のルアナ・ピニェーロと対戦し、右スピニングバックキックを効かせ右ストレートでダウンを奪い、パウンドで3RTKO勝ち。パフォーマンス・オブ・ザ・ナイトを受賞した。
2024年3月23日、UFC on ESPN: Ribas vs. Namajunasで元UFC世界女子ストロー級王者ローズ・ナマユナスと対戦し、0-3の5R判定負け。
2025年1月11日、UFC Fight Night: Dern vs. Ribas 2で女子ストロー級ランキング6位のマッケンジー・ダーンと再戦し、腕ひしぎ十字固めで3R一本負け。

## 戦績
| 総合格闘技 戦績 | 総合格闘技 戦績 | 総合格闘技 戦績 | 総合格闘技 戦績 | 総合格闘技 戦績 | 総合格闘技 戦績 | 総合格闘技 戦績 |
| --------------- | --------------- | --------------- | --------------- | --------------- | --------------- | --------------- |
| 20 試合         | (T)KO           | 一本            | 判定            | その他          | 引き分け        | 無効試合        |
| 13 勝           | 4               | 4               | 5               | 0               | 0               | 0               |
| 7 敗            | 4               | 1               | 2               | 0               | 0               | 0               |

| 勝敗 | 対戦相手                         | 試合結果                             | 大会名                                                   | 開催年月日     |
| ×    | タバサ・リッチ                   | 2R 2:59 TKO（パウンド）              | UFC on ABC 9: Whittaker vs. de Ridder                    | 2025年7月26日  |
| ×    | マッケンジー・ダーン             | 3R 4:56 腕ひしぎ十字固め             | UFC Fight Night: Dern vs. Ribas 2                        | 2025年1月11日  |
| ×    | ローズ・ナマユナス               | 5分5R終了 判定0-3                    | UFC on ESPN 53: Ribas vs. Namajunas                      | 2024年3月23日  |
| ○    | ルアナ・ピニェーロ               | 3R 3:53 TKO（右ストレート→パウンド） | UFC Fight Night: Allen vs. Craig                         | 2023年11月18日 |
| ×    | メイシー・バーバー               | 2R 3:42 TKO（グラウンドの肘打ち）    | UFC on ABC 5: Emmett vs. Topuria                         | 2023年6月24日  |
| ○    | ビビアン・アラウジョ             | 5分3R終了 判定3-0                    | UFC 285: Jones vs. Gane                                  | 2023年3月4日   |
| ×    | ケイトリン・チュケイギアン       | 5分3R終了 判定1-2                    | UFC on ESPN 36: Błachowicz vs. Rakić                     | 2022年5月14日  |
| ○    | ビルナ・ジャンジロバ             | 5分3R終了 判定3-0                    | UFC 267: Błachowicz vs. Teixeira                         | 2021年10月30日 |
| ×    | マリナ・ロドリゲス               | 2R 0:54 TKO（スタンドパンチ連打）    | UFC 257: Poirier vs. McGregor 2                          | 2021年1月24日  |
| ○    | ペイジ・ヴァンザント             | 1R 2:21 腕ひしぎ逆十字固め           | UFC 251: Usman vs. Masvidal                              | 2020年7月12日  |
| ○    | ランダ・マルコス                 | 5分3R終了 判定3-0                    | UFC Fight Night: Lee vs. Oliveira                        | 2020年3月14日  |
| ○    | マッケンジー・ダーン             | 5分3R終了 判定3-0                    | UFC Fight Night: Joanna vs. Waterson                     | 2019年10月15日 |
| ○    | エミリー・ウィットマイア         | 2R 2:10 リアネイキドチョーク         | UFC on ESPN 3: Ngannou vs. dos Santos                    | 2019年6月29日  |
| ○    | ヘニフェル・ゴンザレス・アラネダ | 2R 0:42 TKO（パウンド）              | Max Fight 18 【MFストロー級王座決定戦】                  | 2016年5月21日  |
| ×    | ポリアナ・ヴィアナ               | 1R 2:54 KO（パウンド）               | Jungle Fight 83 【Jungle Fightストロー級タイトルマッチ】 | 2015年11月28日 |
| ○    | タニア・ペレダ                   | 1R 1:16 リアネイキドチョーク         | Jungle Fight 79 【Jungle Fightストロー級タイトルマッチ】 | 2015年7月4日   |
| ○    | アライン・ザッテルメイアー       | 5分3R終了 判定3-0                    | Jungle Fight 76                                          | 2015年4月11日  |
| ○    | イアラ・セールス                 | 1R 0:36 TKO（パンチ）                | Pentagon Combat 20                                       | 2014年9月27日  |
| ○    | アリアン・カルネロッシ           | 1R 4:14 膝十字固め                   | Pentagon Combat 20                                       | 2014年9月27日  |
| ○    | ジェシカ・アルメイダ             | 1R 0:42 TKO（パンチ）                | Pentagon Combat 19                                       | 2014年3月15日  |

## 獲得タイトル
- Jungle Fightストロー級王座（2015年）
- Max Fightストロー級王座（2016年）

## 表彰
- UFC ファイト・オブ・ザ・ナイト（1回）
- UFC パフォーマンス・オブ・ザ・ナイト（1回）